# 珍妮特·埃文斯
珍妮特·埃文斯（英語：Janet Evans，1971年8月28日—），綽號「小雲雀」，美国女子游泳运动员。她曾代表美国参加1988年、1992年和1996年夏季奥林匹克运动会游泳比赛，获得四枚金牌 (漢城奧運會女子400米自由泳、800米自由泳、400米個人混合泳和巴塞隆拿奧運會女子800米自由泳) ，及一枚银牌。